# Escudo do Desafio Sênior de Hong Kong
O Escudo do Desafio Sênior de Hong Kong  (chinês tradicional: 香港高級組銀牌), comumente conhecido como Senior Shield, é a competição de futebol de Hong Kong e o quarto torneio futebolístico mais antigo da Ásia. Apenas times que atuam na Premier League de Hong Kong participam da competição. Porém, às vezes, os campeões do Junior Shield, são convidados para aumentar o número de times participantes.
Os atuais Campeões do Escudo Sênior são Kitchee.

## História
A Copa de Hong Kong de Futebol  foi uma competição em forma de "mata-mata", criada em 1895. Foi renomeado para Hong Kong Challenge Shield devido às mudanças no troféu, foi dividido em Escudo Sênior e Escudo Júnior desde a temporada 1922/23. O formato de "mata-mata" não foi usado edições de 1982/83 e 1996/97. Em 1982-83, foi usado o formato de partidas de grupo.  Antes de 1978, seria disputada uma segunda partida após um empate, a partir de 1978, foram introduzidos a prorrogação e pênaltis . As penalidades foram utilizadas apenas três vezes em finais (1988, 1994, 1995). Mas a partir de 2011, o Hong Kong Challenge Shield passou a ter a final com partidas de ida e volta.
Lee Kin Wo é o jogador que ganhou mais vezes o Escudo Sênior. Ele consagrou-se campeão  10 vezes entre 1987 e 2005. (Eastern: 1987, 1993, 1994; South China: 1996, 1997, 1999, 2000, 2002, 2003; Sun Hei: 2005). Ho Ying Fan e Wu Kwok Hung levantaram o troféu da competição 9 vezes, uma a menos que Lee Kin Wo .
Existem apenas 3 times que ganharam o Senior Shield logo após suas promoções para a Primeira Divisão . São Rangers (1966), Jardine (1969) e Seiko (1973).
Em 1987-1988, a competição ganhou o patrocínio da Camel Paints por 6 anos consecutivos, sendo o primeiro patrocinador externo da competição. Em 1993-1994, foi patrocinado pelo Emperor Financial Services Group e 2003 à 2005, foi o patrocinado pelo Sunray Cave,atualmente é patrocinado pelo Choi Fung Hong.
Um dos resultados mais inesperados na história da competição é a vitória do Army por 6–5 contra Happy Valley em 1965. Na época, o Army era o lanterna da Primeira Divisão e foi rebaixado para a Segunda Divisão, enquanto Happy Valley era o campeão da liga.

## Curiosidades
Em 1981-82, Eastern convidou o lendário futebolista inglês Bobby Moore para jogar a final. O famoso jogador de 40 anos atuou apenas por 12 minutos, na qual o Eastern venceu o Rangers por 4-0.

## Finais

### Chave
| (R) | Refeita                     |
| (1) | Primeira chave              |
| (2) | Segunda chave               |
| *   | Prorrogação                 |
| ^   | Prorrogação com gol de ouro |
| †   | Pênaltis                    |

### Resultados
| Temporads   | Campeões                                             | Placar                                               | Vice-Campeão                                         | Estádio                                              | Comparecimento                                       |
| ----------- | ---------------------------------------------------- | ---------------------------------------------------- | ---------------------------------------------------- | ---------------------------------------------------- | ---------------------------------------------------- |
| 1895–96     | Kowloon                                              | 3–0                                                  | HMS Centurion                                        | Happy Valley                                         |                                                      |
| 1896–97     | HMS Centurion                                        | 2–1                                                  | Kowloon                                              | Happy Valley                                         | 2.000–3.000                                          |
| 1897–98     | "G" Coy., King's Own Regiment                        | 3–0                                                  | 25th Coy. S.D., R.A.                                 |                                                      |                                                      |
| 1898–99     | HKFC                                                 | 1–0                                                  | 38th Coy. S.D., R.A.                                 |                                                      |                                                      |
| 1899–1900   | Royal Welch Fus.Co. G                                | 3–1                                                  | Royal Welch Fus.Co. H                                |                                                      |                                                      |
| 1900–01     | R.G.A.                                               | 6–0                                                  | Royal Welch Fus.Co. H                                |                                                      |                                                      |
| 1901–02     | Royal Welch Fus.                                     | 3–2                                                  | HMS Glory                                            |                                                      |                                                      |
| 1902–03     | HMS Glory                                            | 2–1                                                  | Argonauts                                            |                                                      | ~5.000                                               |
| 1903–04     | HMS Albion                                           | 3–0                                                  | HMS Cressy                                           |                                                      |                                                      |
| 1904–05     | Royal West Kent Regt.                                | 2–0                                                  | HMS Glory                                            |                                                      | ~4.000                                               |
| 1905–06     | HMS Diadem                                           | 2–0                                                  | HKFC                                                 |                                                      |                                                      |
| 1906–07     | R.G.A.                                               | 3–2                                                  | HKFC                                                 |                                                      |                                                      |
| 1907–08     | HKFC                                                 | 2–1                                                  | HMS Bedford                                          |                                                      |                                                      |
| 1908–09     | HMS Bedford                                          | 4–3                                                  | Buffs                                                |                                                      |                                                      |
| 1909–10     | Buffs                                                | 4–1                                                  | Naval Yard                                           |                                                      |                                                      |
| 1910–11     | Naval Yard                                           | 2–0                                                  | K.O.Y.L.I.                                           |                                                      |                                                      |
| 1911–12     | K.O.Y.L.I.                                           | 5–0                                                  | Naval Yard                                           |                                                      |                                                      |
| 1912–13     | Royal Engineers                                      | 5–0                                                  | D.C.L.I.                                             |                                                      |                                                      |
| 1913–14     | R.G.A.                                               | 13–1                                                 | HMS Hampshire                                        |                                                      |                                                      |
| 1914–15     | Royal Engineers                                      | 2–0                                                  | HKFC                                                 |                                                      |                                                      |
| 1915–16     | HKFC                                                 | 1–0                                                  | Royal Engineers                                      |                                                      |                                                      |
| 1918–19     | HKFC                                                 | 1–0                                                  | South China                                          |                                                      |                                                      |
| 1919–20     | Police                                               | 3–1                                                  | St. Joseph's                                         |                                                      |                                                      |
| 1920–21     | HMS Titania                                          | 4–2                                                  | R.G.A.                                               |                                                      |                                                      |
| 1921–22     | HKFC                                                 | 2–0                                                  | R.G.A.                                               |                                                      |                                                      |
| 1922–23     | Kowloon                                              | 2–1                                                  | The King's Liverpool Regiment                        |                                                      |                                                      |
| 1923–24     | East Surrey Regiment                                 | 3–1                                                  | Kowloon                                              |                                                      |                                                      |
| 1924–25     | Kowloon                                              | 4–2                                                  | Police                                               |                                                      |                                                      |
| 1925–26     | Kowloon                                              | 3–2                                                  | East Surrey Regiment                                 |                                                      |                                                      |
| 1926–27     | The King's Own Borderers                             | 2–0                                                  | Kowloon                                              |                                                      |                                                      |
| 1927–28     | Kowloon                                              | 2–1                                                  | Police                                               |                                                      |                                                      |
| 1928–29     | South China                                          | 5–0                                                  | Kowloon                                              |                                                      |                                                      |
| 1929–30     | Somerset Light Infantry                              | 2–1                                                  | Royal Navy                                           |                                                      |                                                      |
| 1930–31     | South China                                          | 6–1                                                  | South Wales Borderers                                |                                                      |                                                      |
| 1931–32     | South Wales Borderers                                | 3–2                                                  | Hong Kong FC (football)                              |                                                      |                                                      |
| 1932–33     | South China                                          | 3–1                                                  | South Wales Borderers                                |                                                      |                                                      |
| 1933–34     | South Wales Borderers                                | 3–0                                                  | South China                                          |                                                      |                                                      |
| 1934–35     | South China B                                        | 2–1                                                  | Police                                               |                                                      |                                                      |
| 1935–36     | South China A                                        | 2–1                                                  | Police                                               |                                                      |                                                      |
| 1936–37     | South China                                          | 2–0                                                  | Wiltshire Regiment                                   |                                                      |                                                      |
| 1937–38     | South China A                                        | 3–0                                                  | South China B                                        |                                                      |                                                      |
| 1938–39     | South China                                          | 5–3                                                  | Police                                               |                                                      |                                                      |
| 1939–40     | Eastern                                              | 3–2                                                  | South China A                                        |                                                      |                                                      |
| 1940–41     | South China                                          | 2–0                                                  | Royal Navy                                           |                                                      |                                                      |
| 1945–46     | Royal Navy B                                         | *3–3 *                                               | No. 1 Commando                                       | Causeway Bay                                         |                                                      |
| 1945–46 (R) | Royal Navy B                                         | *4–3 *                                               | No. 1 Commando                                       | Causeway Bay                                         |                                                      |
| 1946–47     | Sing Tao                                             | 4–1                                                  | South China                                          | Causeway Bay                                         |                                                      |
| 1947–48     | Sing Tao                                             | 1–0                                                  | Eastern                                              |                                                      |                                                      |
| 1948–49     | South China A                                        | 5–3                                                  | Kitchee                                              |                                                      |                                                      |
| 1949–50     | Kitchee                                              | 1–0                                                  | St. Joseph's                                         |                                                      |                                                      |
| 1950–51     | KMB                                                  | 2–1                                                  | South China                                          |                                                      |                                                      |
| 1951–52     | Sing Tao                                             | 1–0                                                  | Kitchee                                              |                                                      |                                                      |
| 1952–53     | Eastern                                              | 2–1                                                  | South China                                          |                                                      |                                                      |
| 1953–54     | Kitchee                                              | 3–2                                                  | KMB                                                  |                                                      |                                                      |
| 1954–55     | South China                                          | 6–1                                                  | Army                                                 |                                                      |                                                      |
| 1955–56     | Eastern                                              | 2–1                                                  | Kitchee                                              | Government Stadium                                   | 24.500                                               |
| 1956–57     | South China                                          | 6–2                                                  | KMB                                                  |                                                      |                                                      |
| 1957–58     | South China                                          | 3–0                                                  | KMB                                                  |                                                      |                                                      |
| 1958–59     | South China                                          | 4–2                                                  | Tung Wah                                             |                                                      |                                                      |
| 1959–60     | Kitchee                                              | 5–3                                                  | Tung Wah                                             |                                                      |                                                      |
| 1960–61     | South China                                          | 4–0                                                  | Tung Wah                                             |                                                      |                                                      |
| 1961–62     | South China                                          | 3–0                                                  | Police                                               |                                                      |                                                      |
| 1962–63     | Kwong Wah                                            | 2–1                                                  | South China                                          |                                                      |                                                      |
| 1963–64     | Kitchee                                              | 1–0                                                  | KMB                                                  |                                                      |                                                      |
| 1964–65     | South China                                          | 4–2                                                  | Yuen Long                                            |                                                      |                                                      |
| 1965–66     | Rangers                                              | 1–0                                                  | Police                                               |                                                      |                                                      |
| 1966–67     | Sing Tao                                             | 2–0                                                  | Happy Valley                                         |                                                      |                                                      |
| 1967–68     | Yuen Long                                            | 2–0                                                  | Tung Sing                                            |                                                      |                                                      |
| 1968–69     | Jardine                                              | 4–2                                                  | Police                                               |                                                      |                                                      |
| 1969–70     | Sing Tao                                             | 2–0                                                  | Fire Services                                        |                                                      |                                                      |
| 1970–71     | Rangers                                              | 3–2                                                  | South China                                          |                                                      |                                                      |
| 1971–72     | South China                                          | 2–1                                                  | Eastern                                              |                                                      |                                                      |
| 1972–73     | Seiko                                                | 2–1                                                  | Tung Sing                                            |                                                      |                                                      |
| 1973–74     | Seiko                                                | 3–1                                                  | South China                                          | Government Stadium                                   |                                                      |
| 1974–75     | Rangers                                              | 2–0                                                  | Urban Services                                       |                                                      |                                                      |
| 1975–76     | Seiko                                                | 2–0                                                  | Rangers                                              | Government Stadium                                   | 28.258                                               |
| 1976–77     | Seiko                                                | 2–1                                                  | South China                                          | Government Stadium                                   | 28.137                                               |
| 1977–78     | Happy Valley                                         | 3–2                                                  | Seiko                                                |                                                      |                                                      |
| 1978–79     | Seiko                                                | 4–2                                                  | South China                                          |                                                      |                                                      |
| 1979–80     | Seiko                                                | 3–1                                                  | Bulova                                               |                                                      |                                                      |
| 1980–81     | Seiko                                                | 4–2                                                  | Sea Bee                                              |                                                      |                                                      |
| 1981–82     | Eastern                                              | 4–0                                                  | Rangers                                              |                                                      |                                                      |
| 1982–83     | Happy Valley                                         | 3–2                                                  | Seiko                                                |                                                      |                                                      |
| 1983–84     | Bulova                                               | 0–0                                                  | Happy Valley                                         |                                                      |                                                      |
| 1983–84 (R) | Bulova                                               | 2–0                                                  | Happy Valley                                         |                                                      |                                                      |
| 1984–85     | Seiko                                                | 1–0                                                  | Happy Valley                                         |                                                      |                                                      |
| 1985–86     | South China                                          | 3–0                                                  | Sea Bee                                              |                                                      |                                                      |
| 1986–87     | Eastern                                              | 2–0                                                  | Tsuen Wan                                            |                                                      |                                                      |
| 1987–88     | South China                                          | 5–2                                                  | Happy Valley                                         |                                                      |                                                      |
| 1988–89     | South China                                          | 2–0                                                  | Tsuen Wan                                            |                                                      |                                                      |
| 1989–90     | Happy Valley                                         | 2–1                                                  | South China                                          |                                                      |                                                      |
| 1990–91     | South China                                          | 1–0                                                  | Lai Sun                                              | Government Stadium                                   | 21.915                                               |
| 1991–92     | Sing Tao                                             | 1–1                                                  | Instant-Dict                                         |                                                      |                                                      |
| 1991–92 (R) | Sing Tao                                             | 2–1                                                  | Instant-Dict                                         |                                                      |                                                      |
| 1992–93     | Eastern                                              | 4–0                                                  | South China                                          |                                                      |                                                      |
| 1993–94     | Eastern                                              | 6–5                                                  | Instant-Dict                                         |                                                      |                                                      |
| 1994–95     | Rangers                                              | †2–2 †                                               | Happy Valley                                         |                                                      |                                                      |
| 1995–96     | South China                                          | 2–1                                                  | Golden                                               |                                                      |                                                      |
| 1996–97 (1) | South China                                          | 3–1                                                  | Instant-Dict                                         |                                                      |                                                      |
| 1996–97 (2) | South China                                          | 1–0                                                  | Instant-Dict                                         |                                                      |                                                      |
| 1997–98     | Happy Valley                                         | 1–0                                                  | Sing Tao                                             |                                                      |                                                      |
| 1998–99     | South China                                          | 2–0                                                  | Sing Tao                                             |                                                      |                                                      |
| 1999–2000   | South China                                          | 4–3                                                  | Happy Valley                                         |                                                      |                                                      |
| 2000–01     | Orient &amp; Yee Hope Union                          | 1–0                                                  | Instant-Dict                                         |                                                      |                                                      |
| 2001–02     | South China                                          | 3–2                                                  | Sun Hei                                              |                                                      |                                                      |
| 2002–03     | South China                                          | ^2–1 ^                                               | Happy Valley                                         | Mong Kok Stadium                                     |                                                      |
| 2003–04     | Happy Valley                                         | 3–0                                                  | Sun Hei                                              | Mong Kok Stadium                                     | 1.977                                                |
| 2004–05     | Sun Hei                                              | 4–2                                                  | Happy Valley                                         | Hong Kong Stadium                                    | 1.493                                                |
| 2005–06     | Kitchee                                              | 3–0                                                  | Happy Valley                                         | Mong Kok Stadium                                     | 2.217                                                |
| 2006–07     | South China                                          | 2–1                                                  | Sun Hei                                              | Hong Kong Stadium                                    | 4.980                                                |
| 2007–08     | Eastern                                              | 3–1                                                  | Kitchee                                              | Hong Kong Stadium                                    | 2.493                                                |
| 2008–09     | Pegasus                                              | 3–0                                                  | Sun Hei                                              | Hong Kong Stadium                                    | 2.828                                                |
| 2009–10     | South China                                          | 4–2                                                  | Kitchee                                              | Siu Sai Wan Sports Ground                            | 2.760                                                |
| 2010–11     | Citizen                                              | †3–3 †                                               | South China                                          | Hong Kong Stadium                                    | 4.694                                                |
| 2011–12     | Sun Hei                                              | †1–1 †                                               | South China                                          | Hong Kong Stadium                                    | 6.234                                                |
| 2012–13     | Tai Po                                               | †2–2 †                                               | Citizen                                              | Hong Kong Stadium                                    | 3.294                                                |
| 2013–14     | South China                                          | 2–1                                                  | Pegasus                                              | Hong Kong Stadium                                    | 6.820                                                |
| 2014–15     | Eastern                                              | 3–2                                                  | Kitchee                                              | Hong Kong Stadium                                    | 6.133                                                |
| 2015–16     | Eastern                                              | 2–0                                                  | Southern                                             | Hong Kong Stadium                                    | 4.558                                                |
| 2016–17     | Kitchee                                              | 2–1                                                  | Eastern                                              | Hong Kong Stadium                                    | 6.216                                                |
| 2017–18     | Yuen Long                                            | 3–0                                                  | Eastern                                              | Hong Kong Stadium                                    | 3.711                                                |
| 2018–19     | Kitchee                                              | 3–2                                                  | Tai Po                                               | Hong Kong Stadium                                    | 3.399                                                |
| 2019–20     | Eastern                                              | 2–0                                                  | Lee Man                                              | Mong Kok Stadium                                     | 0Predefinição:Cref2                                  |
| 2020–21     | Cancelado devido à pandemia de COVID-19 em Hong Kong | Cancelado devido à pandemia de COVID-19 em Hong Kong | Cancelado devido à pandemia de COVID-19 em Hong Kong | Cancelado devido à pandemia de COVID-19 em Hong Kong | Cancelado devido à pandemia de COVID-19 em Hong Kong |
| 2021–22     | Cancelado devido à pandemia de COVID-19 em Hong Kong | Cancelado devido à pandemia de COVID-19 em Hong Kong | Cancelado devido à pandemia de COVID-19 em Hong Kong | Cancelado devido à pandemia de COVID-19 em Hong Kong | Cancelado devido à pandemia de COVID-19 em Hong Kong |
| 2022–23     | Kitchee                                              | †1–1 †                                               | Eastern                                              | Hong Kong Stadium                                    | 7.192                                                |

## Resultados por equipe
Os times em itálico deixaram de jogar a liga de futebol de Hong Kong .
| Clube                              | Vencedores | Última final vencida |
| ---------------------------------- | ---------- | -------------------- |
| Sul da China                       | 31         | 2013–14              |
| Oriental                           | 11         | 2019–20              |
| Seiko                              | 8          | 1984–85              |
| Kitchee                            | 8          | 2022–23              |
| Cante Tao                          | 6          | 1991–92              |
| Vale Feliz                         | 5          | 2003–04              |
| HKFC                               | 5          | 1921–22              |
| Kowloon                            | 5          | 1927–28              |
| guardas                            | 4          | 1994–95              |
| RGA                                | 3          | 1913–14              |
| Royal Welch Fus.                   | 2          | 1901–02              |
| Engenheiros Reais                  | 2          | 1914–15              |
| Fronteiras de Gales do Sul         | 2          | 1933–34              |
| Sol Hei                            | 2          | 2011–12              |
| Yuen Long                          | 2          | 2017–18              |
| "G" Coy., Regimento do Próprio Rei | 1          | 1897–98              |
| HMS Glory                          | 1          | 1902–03              |
| HMS Albion                         | 1          | 1903–04              |
| Regt. Royal West Kent.             | 1          | 1904–05              |
| HMS Diadem                         | 1          | 1905–06              |
| HMS Bedford                        | 1          | 1908–09              |
| HMS Centurion                      | 1          | 1896–97              |
| Bônus                              | 1          | 1909–10              |
| Estaleiro Naval                    | 1          | 1910–11              |
| KOYLI                              | 1          | 1911–12              |
| HMS Titania                        | 1          | 1920–21              |
| Regimento de Surrey Leste          | 1          | 1923–24              |
| As próprias fronteiras do rei      | 1          | 1926–27              |
| Conjunto de verão                  | 1          | 1929–30              |
| Marinha Real                       | 1          | 1945–46              |
| KMB                                | 1          | 1950–51              |
| Kwong Wah                          | 1          | 1962–63              |
| Jardim                             | 1          | 1968–69              |
| Bulova                             | 1          | 1983–84              |
| Sim, esperança                     | 1          | 2000–01              |
| Pégaso                             | 1          | 2008–09              |
| Citizen FC                         | 1          | 2010–11              |
| Taipo FC                           | 1          | 2012–13              |